# Constantin Gruiescu
Constantin Gruiescu (ur. 24 czerwca 1945 w Godeanu w okręgu Mehedinți, zm. 22 lipca 2024) – rumuński bokser kategorii muszej, medalista mistrzostw świata i Europy.
Walczył w wadze muszej (do 51 kg). Zdobył w niej brązowy medal na mistrzostwach Europy w 1971 w Madrycie po przegranej w półfinale z Leszkiem Błażyńskim. Wystąpił na igrzyskach olimpijskich w 1972 w Monachium, gdzie po wygraniu jednej przegrał z późniejszym brązowym medalistą Douglasem Rodríguezem.
Zdobył złoty medal na mistrzostwach Europy w 1973 w Belgradzie po zwycięstwie w finale nad Vicente Rodríguezem z Hiszpanii. Na pierwszych mistrzostwach świata w 1974 w Hawanie zdobył brązowy medal. Dotarł do finału na mistrzostwach Europy w 1975 w Katowicach, w którym przegrał z Władysławem Zasypko, zdobywając srebrny medal. Na igrzyskach olimpijskich w 1976 w Montrealu przegrał pierwszą walkę z późniejszym mistrzem Leo Randolphem z USA.
Gruiescu był mistrzem Rumunii w wadze muszej w 1967, 1970 i 1971, wicemistrzem w 1968, 1969 i 1973 oraz brązowym medalistą w 1965, 1966 i 1975.